# Les Sept Merveilles de Bruges
Les Sept Merveilles de Bruges est un tableau du troisième quart du XVIe siècle attribué au peintre Pieter Claeissens l'Ancien et représentant plusieurs monuments de la ville de Bruges.

## Description et interprétation
Peint à l'huile sur un panneau de bois de 87,2 × 123 cm, le tableau représente un paysage imaginaire dans lequel sont représentés plusieurs lieux emblématiques de la ville de Bruges, disposés de manière plus ou moins symétrique, sans souci de réalisme topographique.
Au sommet, dans le ciel, une banderole porte l'inscription latine septem admirationes civitatis brugensis (« Les Sept Merveilles de la cité de Bruges »). Ce titre et ce thème font écho à la célèbre série des Sept Merveilles du monde antique, diffusée à la même époque par les gravures de Maarten van Heemskerck.

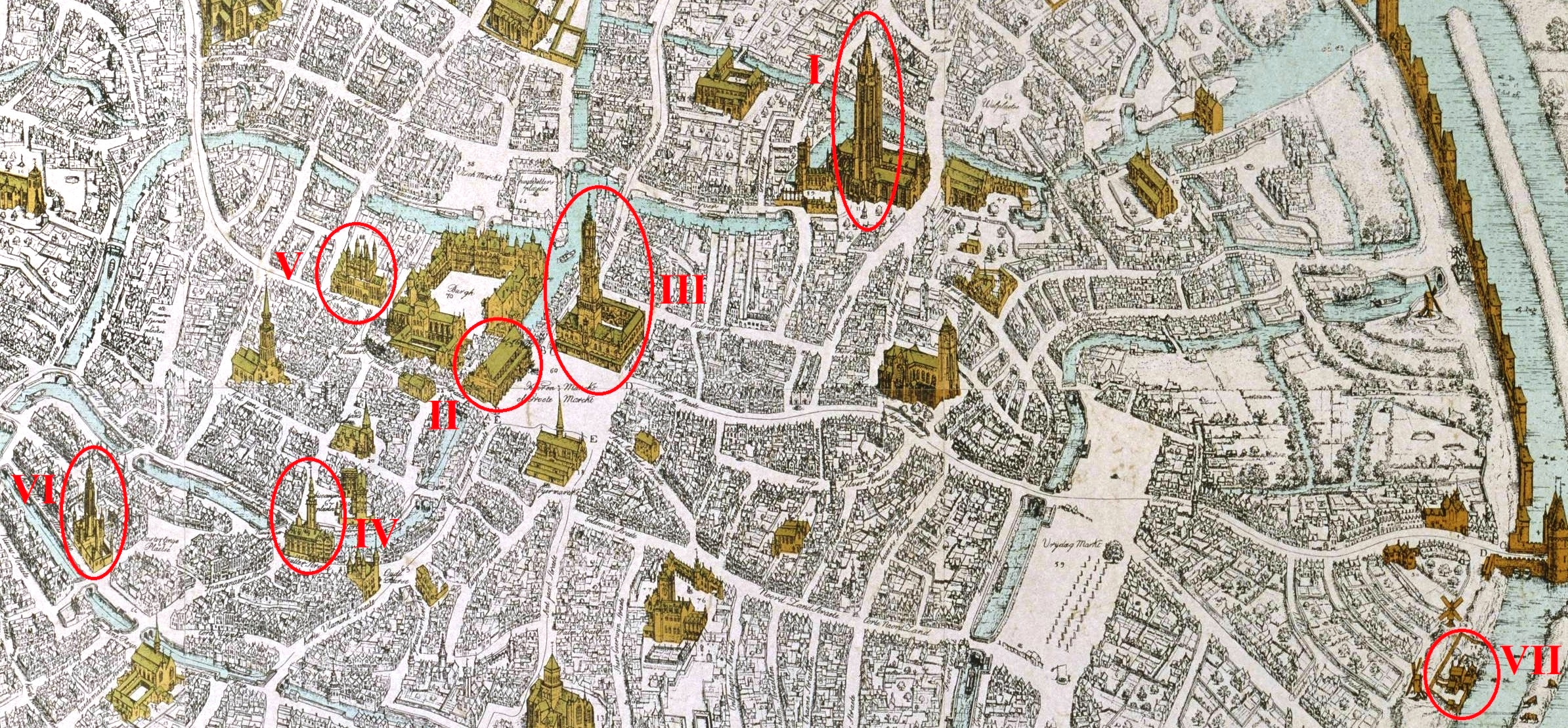
Emplacement des sept merveilles sur le plan de Marcus Gheeraerts l'Ancien (1562) : I : tour de l'église Notre-Dame ; II : Waterhalle ; III : halle et beffroi ; IV : Poortersloge ; V : De Zeven Torens ; VI : Oosterlingenhuis ; VII : Oud Waterhuis.

Au second plan, on reconnaît, de gauche à droite :
- la tour de l'église Notre-Dame vue depuis la place de l'ancien cimetière de cette église (aujourd'hui Guido Gezelleplein) ;
- la Waterhalle, quai couvert et entrepôt pour les merceries et les draps, autrefois situé sur la Reie au bord du Markt, détruit en 1787 ;
- la halle et le beffroi vus du Markt[1].

Au troisième plan, on voit, de gauche à droite :
- la Poortersloge (loge des bourgeois) vue de l'actuelle Kraanrei ;
- la maison dite « Aux Sept-Tours » (De Zeven Torens), élevée sur la Hoogstraat par la famille Bonin, lourdement remaniée au XVIIIe siècle, seul bâtiment privé de ce groupe ;
- l'Oosterlingenhuis (loge de la hanse) sur l'Oosterlingenplein, en partie démolie au XVIIIe siècle[1].

Moins impressionnant que ces six bâtiments, le septième, visible au premier plan à gauche, est la Waterhuys (aujourd'hui Oud Waterhuis), dont le manège alimentait la ville en eau.
En arrière-plan, on voit également, à gauche, la grande grue (kraan) de la Kraanplein et, à droite, des moulins à vent.
Parmi les ruines qui entourent les sept monuments, on aperçoit de nombreux petits personnages, notamment des vendeurs de rue, colporteurs et charlatans. Loin de cette agitation et de ces tentations, au centre du premier plan, dans une bâtisse en ruine, un ermite lit un livre près d'un feu. Selon Fernand Bonneure et Lieven Verstraete, il pourrait s'agir d'Everelmus, un anachorète du XIe siècle, dont l'ermitage avait été à l'origine de l'abbaye d'Eekhout sur le Dijver (à l'emplacement de l'actuel musée Groeninge).
Le choix d'entourer les sept « merveilles » de bâtiment en ruines peut sembler surprenant. Il pourrait s'agir d'un écho inversé à l'iconographie italienne de la ville de Rome, dans laquelle les ruines antiques émergent de la ville moderne. On pourrait également interpréter ces ruines comme une allusion au déclin de Bruges après son âge d'or médiéval.

## Histoire

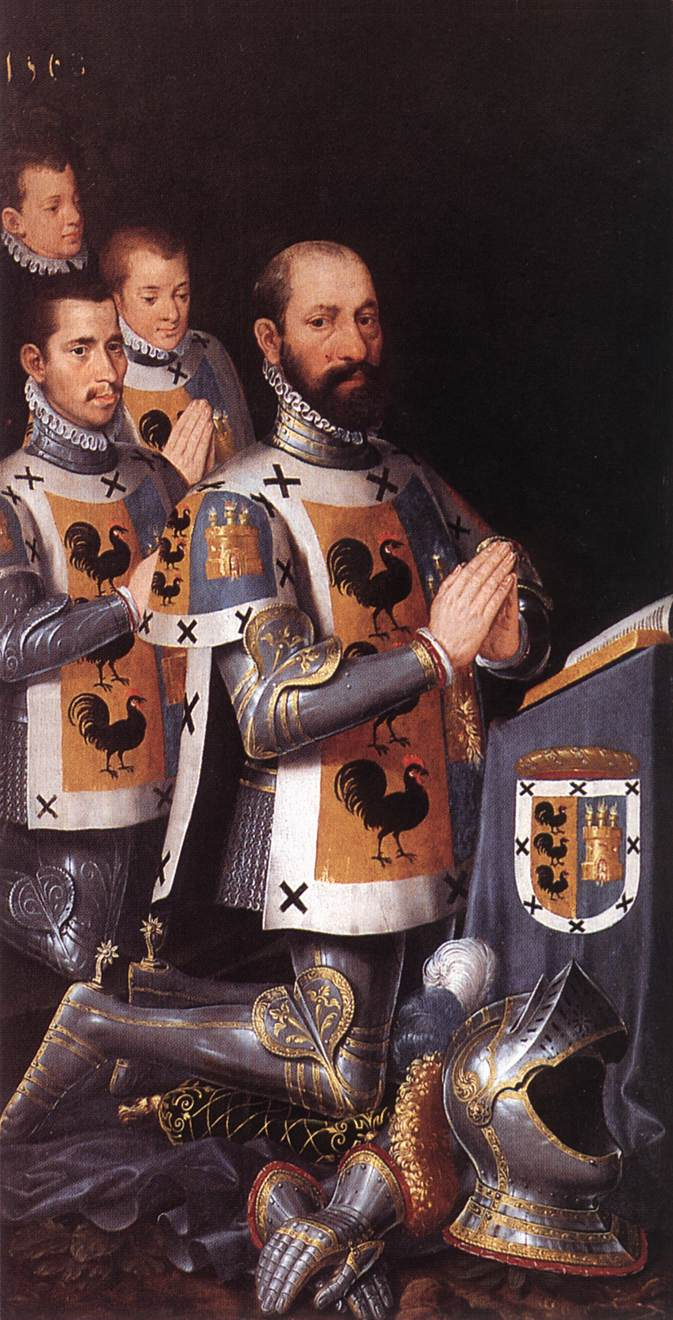
, possible commanditaire de l’œuvre (portrait par Pieter Pourbus, 1568).

L’œuvre, attribuée depuis 1905 à Claeissens, aurait pu être réalisée pour le riche marchand espagnol Juan Lopez Gallo (vers 1500-1571), propriétaire, entre 1558 et 1571, de la maison « Aux Sept-Tours ». En effet, ce bâtiment privé occupe une place centrale sur le tableau.
Avant le début du XXe siècle, le panneau rejoint la collection de la famille De Man, abritée pendant la Seconde Guerre mondiale au béguinage de Bruges. En 1959, la dernière descendante de cette famille, Jeanne de Man (1868-1969), fait don de la collection au couvent de bénédictines établi dans le béguinage.
Le tableau est exposé au musée Gruuthuse.